# Gabajeva Greda
Gabajeva Greda falu Horvátországban Kapronca-Kőrös megyében. Közigazgatásilag Hlebinéhez tartozik.

## Fekvése
Kaproncától 15 km-re keletre, a Dráva jobb partján fekszik. Területén több tó is található, maga a belterület közvetlenül a Dráva holtága mellett fekszik.

## Története
A települést a 19. század végén alapították. 1890-ben 151, 1910-ben 544 lakosa volt. Trianonig Belovár-Kőrös vármegye Kaproncai járásához tartozott. 1993-ban az újonnan alapított Hlebina községhez csatolták, addig közigazgatásilag Kaproncához tartozott. 2001-ben a falunak 179 lakosa volt.

## Nevezetességei
- Kápolnája.
- Vizekben gazdag határa a horgászok paradicsoma.

## Külső hivatkozások
- Hlebine község hivatalos oldala